# ITV Play of the Week
ITV Play of the Week è una serie televisiva britannica trasmessa per la prima volta nel corso di 12 stagioni dal 1955 al 1967.
È una serie di tipo antologico prodotta da Associated TeleVision per il network televisivo Independent Television (ITV) in cui ogni episodio (trasmessi settimanalmente nella prima televisiva) rappresenta una storia a sé. Gli episodi sono storie per lo più di genere drammatico.

## Interpreti
La serie vede la partecipazione di numerose star cinematografiche e televisive britanniche, molte delle quali interpretarono diversi ruoli in più di un episodio.
- Peter Wyngarde (11 episodi, 1955-1967)
- Derek Francis (11 episodi, 1959-1967)
- Alfred Burke (10 episodi, 1957-1964)
- Patrick Wymark (9 episodi, 1962-1967)
- Laurence Hardy (9 episodi, 1957-1965)
- Laurence Payne (8 episodi, 1956-1967)
- Jill Bennett (8 episodi, 1956-1965)
- Alan Gifford (8 episodi, 1958-1965)
- Michael Hordern (7 episodi, 1956-1966)
- Clive Morton (7 episodi, 1957-1967)
- Zena Walker (7 episodi, 1955-1965)
- Anthony Newlands (7 episodi, 1959-1963)
- Tony Quinn (7 episodi, 1958-1964)
- Patrick McGoohan (7 episodi, 1958-1961)
- William Sylvester (7 episodi, 1957-1967)
- John Tate (7 episodi, 1961-1966)
- Michael Goodliffe (7 episodi, 1957-1966)
- Georgina Cookson (7 episodi, 1958-1966)
- Viola Keats (7 episodi, 1958-1965)
- Frazer Hines (7 episodi, 1960-1967)
- Arthur Hewlett (6 episodi, 1959-1967)
- Isabel Dean (6 episodi, 1957-1963)
- Maggie Smith (6 episodi, 1957-1966)
- Nora Nicholson (6 episodi, 1959-1967)
- Kenneth Griffith (6 episodi, 1956-1963)
- Judi Dench (6 episodi, 1959-1966)
- Pamela Brown (6 episodi, 1957-1964)
- Donal Donnelly (6 episodi, 1958-1965)
- Ann Bell (6 episodi, 1963-1965)
- Richard Vernon (6 episodi, 1964-1966)
- Norman Bird (6 episodi, 1959-1967)
- Jane Eccles (6 episodi, 1958-1964)
- Madeleine Christie (6 episodi, 1957-1973)
- Denholm Elliott (6 episodi, 1956-1965)
- Gwen Watford (6 episodi, 1957-1965)
- John Wood (6 episodi, 1963-1967)
- Reginald Marsh (5 episodi, 1957-1966)
- Joan Benham (5 episodi, 1958-1966)
- Helen Cherry (5 episodi, 1960-1967)
- Brian Smith (5 episodi, 1955-1966)
- Noel Dyson (5 episodi, 1959-1964)
- Charles Lloyd Pack (5 episodi, 1955-1961)
- John Bailey (5 episodi, 1955-1965)
- Noel Howlett (5 episodi, 1958-1964)
- Patrick Allen (5 episodi, 1961-1966)
- Barbara Chilcott (5 episodi, 1957-1960)
- Marian Spencer (5 episodi, 1960-1967)
- Joseph Fürst (5 episodi, 1961-1965)
- Nigel Davenport (5 episodi, 1962-1966)
- Cyril Luckham (5 episodi, 1962-1966)
- Nicholas Pennell (5 episodi, 1963-1964)
- Joan Newell (5 episodi, 1958-1964)
- Bryan Pringle (5 episodi, 1960-1967)
- Jane Asher (5 episodi, 1961-1967)
- John Phillips (5 episodi, 1957-1965)
- Jennifer Daniel (5 episodi, 1959-1966)
- Patrick Troughton (5 episodi, 1961-1966)
- Kevin Brennan (5 episodi, 1960-1967)
- Michael Robbins (5 episodi, 1962-1966)
- George Ghent (5 episodi, 1964-1967)
- Oliver Johnston (5 episodi, 1957-1966)
- Helen Christie (5 episodi, 1959-1966)
- Jennifer Wilson (5 episodi, 1956-1963)
- William Lucas (5 episodi, 1956-1966)
- Clive Marshall (5 episodi, 1957-1967)
- Jack Hedley (5 episodi, 1958-1974)
- Jack Woolgar (5 episodi, 1959-1967)
- Hilda Barry (5 episodi, 1959-1964)
- Douglas Wilmer (5 episodi, 1959-1964)
- Marie Hopps (5 episodi, 1960-1966)
- Tenniel Evans (5 episodi, 1960-1965)
- Justine Lord (5 episodi, 1962-1967)
- Jo Rowbottom (5 episodi, 1962-1966)
- Philip Anthony (5 episodi, 1962-1964)
- George Baker (4 episodi, 1957-1961)
- Richard Johnson (4 episodi, 1956-1964)
- Michael Gough (4 episodi, 1955-1961)
- Noël Coward (4 episodi, 1964)
- Ann Todd (4 episodi, 1956-1962)
- Derek Godfrey (4 episodi, 1958-1966)
- Ursula Howells (4 episodi, 1959-1967)
- Ian McShane (4 episodi, 1963-1966)
- Peter Copley (4 episodi, 1960-1967)
- Diana Fairfax (4 episodi, 1957-1966)
- Felix Aylmer (4 episodi, 1956-1966)
- Alan Bates (4 episodi, 1956-1960)
- Raymond Francis (4 episodi, 1956-1966)
- Vivienne Drummond (4 episodi, 1956-1961)
- Stratford Johns (4 episodi, 1957-1961)
- Campbell Singer (4 episodi, 1961-1964)
- Richard Hurndall (4 episodi, 1955-1967)
- Jack Austin (4 episodi, 1963-1967)
- Richard Pasco (4 episodi, 1956-1966)
- Ronald Fraser (4 episodi, 1958-1967)
- Marius Goring (4 episodi, 1960-1967)
- Griffith Jones (4 episodi, 1960-1964)
- David Langton (4 episodi, 1962-1966)
- Frank Thornton (4 episodi, 1962-1963)
- Lyndon Brook (4 episodi, 1958-1966)
- Paul Curran (4 episodi, 1958-1963)
- Elizabeth Sellars (4 episodi, 1961-1967)
- Gwen Ffrangcon Davies (4 episodi, 1959-1965)
- Gwen Nelson (4 episodi, 1960-1967)
- Frances White (4 episodi, 1961-1967)
- Noel Hood (4 episodi, 1958-1965)
- Barbara Murray (4 episodi, 1962-1965)
- Neil McCallum (4 episodi, 1957-1961)
- Hugh Latimer (4 episodi, 1958-1964)
- James Bolam (4 episodi, 1962-1964)
- David Graham (4 episodi, 1957-1964)
- Anne Blake (4 episodi, 1960-1967)
- Margaret Gordon (4 episodi, 1956-1963)
- Thomas Heathcote (4 episodi, 1957-1966)
- Joan Hickson (4 episodi, 1958-1964)
- Coral Fairweather (4 episodi, 1959-1964)
- Margery Mason (4 episodi, 1962-1966)
- Alan MacNaughton (4 episodi, 1956-1967)
- Jean Anderson (4 episodi, 1956-1962)
- James Dyrenforth (4 episodi, 1958-1960)
- Patricia English (4 episodi, 1957-1965)
- Basil Henson (4 episodi, 1963-1967)
- John Miller (4 episodi, 1956-1964)
- Ivor Dean (4 episodi, 1959-1967)
- Katy Wild (4 episodi, 1962-1965)
- Norman Chappell (4 episodi, 1960-1963)
- Peter Vaughan (4 episodi, 1959-1966)
- Llewellyn Rees (4 episodi, 1956-1967)
- Wensley Pithey (4 episodi, 1957-1967)
- Maxine Audley (4 episodi, 1958-1967)
- Avice Landone (4 episodi, 1959-1967)
- Philip Latham (4 episodi, 1959-1966)
- Sheila Steafel (4 episodi, 1959-1966)
- Barbara Lott (4 episodi, 1959-1965)
- Mary Merrall (4 episodi, 1959-1965)
- Jacqueline Ellis (4 episodi, 1959-1963)
- Dennis Waterman (4 episodi, 1960-1967)
- John Welsh (4 episodi, 1960-1966)
- Barrie Ingham (4 episodi, 1960-1965)
- Susan Marryott (4 episodi, 1960-1965)
- John Bonney (4 episodi, 1960-1963)
- Annette Crosbie (4 episodi, 1961-1966)
- William Mervyn (4 episodi, 1961-1962)
- Pauline Devaney (4 episodi, 1962-1965)
- John Collin (4 episodi, 1963-1966)
- Gerald Flood (4 episodi, 1963-1965)
- Carol Cleveland (4 episodi, 1963-1964)
- Michael Coles (4 episodi, 1964-1967)
- Ralph Michael (4 episodi, 1965-1967)
- Brian Wilde (4 episodi, 1965-1967)
- Lee Montague (3 episodi, 1960-1964)
- Richard Wattis (3 episodi, 1956-1960)
- Sean Connery (3 episodi, 1956-1959)
- Margaret Johnston (3 episodi, 1960-1964)
- John Thaw (3 episodi, 1961-1964)
- Peter Reynolds (3 episodi, 1959-1961)
- Jack May (3 episodi, 1956-1964)
- Tony Bateman (3 episodi, 1960-1964)
- Michael Caine (3 episodi, 1961-1964)
- Keith Pyott (3 episodi, 1955-1964)
- Bernadette Milnes (3 episodi, 1958-1964)
- Alfie Bass (3 episodi, 1956-1964)
- Jacqueline Pearce (3 episodi, 1964-1965)
- Golda Casimir (3 episodi, 1955-1966)
- Vladek Sheybal (3 episodi, 1961-1964)
- Peter Mackriel (3 episodi, 1959-1966)
- Pamela Binns (3 episodi, 1957-1959)
- Grant Taylor (3 episodi, 1964-1967)
- Manning Wilson (3 episodi, 1964-1967)
- Percy Herbert (3 episodi, 1955-1959)
- Paul Scofield (3 episodi, 1956-1966)
- Lee Patterson (3 episodi, 1958-1963)
- Keith Michell (3 episodi, 1959-1967)
- Maurice Denham (3 episodi, 1959-1965)
- Michael Atkinson (3 episodi, 1959-1963)
- William Franklyn (3 episodi, 1959-1960)
- Richard Pearson (3 episodi, 1960-1964)
- Anthony Bate (3 episodi, 1963-1967)
- Leonard Rossiter (3 episodi, 1963-1965)
- Frederick Piper (3 episodi, 1957-1963)
- Robert Stephens (3 episodi, 1958-1966)
- Siân Phillips (3 episodi, 1959-1964)
- David McCallum (3 episodi, 1959-1961)
- Carl Bernard (3 episodi, 1960-1964)
- Eira Heath (3 episodi, 1960-1964)
- John Hurt (3 episodi, 1964-1965)
- William Fox (3 episodi, 1955-1967)
- Derek Sydney (3 episodi, 1955-1964)
- Henry Oscar (3 episodi, 1957-1962)
- Alan Wheatley (3 episodi, 1958-1965)
- Ewan Roberts (3 episodi, 1961-1964)
- David Bauer (3 episodi, 1963-1965)
- Martin Miller (3 episodi, 1955-1959)
- Donald Pleasence (3 episodi, 1956-1966)
- James Maxwell (3 episodi, 1956-1961)
- Robert Desmond (3 episodi, 1956-1960)
- Vera Cook (3 episodi, 1957-1963)
- Ian Hendry (3 episodi, 1960-1967)
- Joanna Dunham (3 episodi, 1960-1964)
- Peter Dyneley (3 episodi, 1961-1964)
- Mike Pratt (3 episodi, 1964)
- Philip Locke (3 episodi, 1956-1967)
- Paul Daneman (3 episodi, 1956-1963)
- Adrienne Corri (3 episodi, 1956-1961)
- John Stratton (3 episodi, 1957-1966)
- Anthony Nicholls (3 episodi, 1957-1965)
- Aubrey Richards (3 episodi, 1958-1966)
- Annette Kerr (3 episodi, 1961-1965)
- Bert Palmer (3 episodi, 1964-1967)
- John Rees (3 episodi, 1964-1966)
- Maureen Davis (3 episodi, 1956-1961)
- Charles Carson (3 episodi, 1957-1965)
- Edward Jewesbury (3 episodi, 1957-1964)
- Newton Blick (3 episodi, 1959-1962)
- Tommy Godfrey (3 episodi, 1964-1966)
- Bee Duffell (3 episodi, 1956-1964)
- Harry H. Corbett (3 episodi, 1956-1958)
- Brian Oulton (3 episodi, 1958-1966)
- Eric Lander (3 episodi, 1959-1965)
- Barbara Assoon (3 episodi, 1959-1960)
- Philip Madoc (3 episodi, 1962-1964)
- Geoffrey Denton (3 episodi, 1963-1967)
- Peter Halliday (3 episodi, 1956-1963)
- George Woodbridge (3 episodi, 1957-1966)
- Alison Leggatt (3 episodi, 1959-1966)
- Ronan O'Casey (3 episodi, 1956-1958)
- Robert Arden (3 episodi, 1957-1962)
- Aidan Turner (3 episodi, 1957-1960)
- Valerie Gearon (3 episodi, 1959-1967)
- Robert Henderson (3 episodi, 1959-1960)
- Susan Richmond (3 episodi, 1955-1958)
- Nan Munro (3 episodi, 1956-1962)
- Harry Towb (3 episodi, 1958-1961)
- Jeremy Longhurst (3 episodi, 1960-1964)
- Reginald Barratt (3 episodi, 1962-1966)
- Geoffrey Chater (3 episodi, 1955-1963)
- Graham Ashley (3 episodi, 1955-1964)
- Michael Ely (3 episodi, 1957-1960)
- Anthony Jacobs (3 episodi, 1959-1965)
- Anne Tirard (3 episodi, 1959-1960)
- Richard Leech (3 episodi, 1959-1967)
- Patricia Routledge (3 episodi, 1956-1966)
- Sarah Lawson (3 episodi, 1956-1962)
- Diane Clare (3 episodi, 1957-1967)
- Phil Brown (3 episodi, 1957-1965)
- William Job (3 episodi, 1957-1965)
- Allan Cuthbertson (3 episodi, 1957-1963)
- Peter Illing (3 episodi, 1957-1963)
- William Squire (3 episodi, 1957-1963)
- Jack Allen (3 episodi, 1957-1961)
- Roger Delgado (3 episodi, 1958-1967)
- Robert Urquhart (3 episodi, 1958-1967)
- Phyllis Calvert (3 episodi, 1958-1966)
- Dilys Hamlett (3 episodi, 1958-1966)
- Bill Nagy (3 episodi, 1958-1965)
- Nicholas Stuart (3 episodi, 1958-1965)
- Gordon Whiting (3 episodi, 1958-1965)
- Harry Baird (3 episodi, 1958-1964)
- Robert Webber (3 episodi, 1958-1964)
- Maurice Kaufmann (3 episodi, 1958-1963)
- Eric Pohlmann (3 episodi, 1958-1963)
- Pauline Yates (3 episodi, 1958-1963)
- John Barrie (3 episodi, 1958-1962)
- Brandon Brady (3 episodi, 1958-1962)

## Produzione
La serie fu prodotta da Granada Television

### Registi
Tra i registi sono accreditati:
- John Llewellyn Moxey in 17 episodi (1955-1966)
- Cyril Coke in 14 episodi (1958-1967)
- Joan Kemp-Welch in 14 episodi (1959-1966)
- Silvio Narizzano in 13 episodi (1956-1963)
- Tania Lieven in 12 episodi (1956-1966)
- John Jacobs in 12 episodi (1964-1967)
- Henry Kaplan in 11 episodi (1957-1963)
- Robert Tronson in 11 episodi (1958-1964)
- Julian Amyes in 10 episodi (1958-1965)
- Claude Whatham in 10 episodi (1960-1966)
- Graham Evans in 10 episodi (1961-1967)
- David Boisseau in 9 episodi (1956-1964)
- Peter Graham Scott in 9 episodi (1956-1962)
- George More O'Ferrall in 9 episodi (1960-1964)
- Cliff Owen in 8 episodi (1957-1961)
- Ronald Marriott in 7 episodi (1958-1964)
- Derek Bennett in 7 episodi (1962-1967)
- Peter Moffatt in 7 episodi (1964-1967)
- Peter Wood in 6 episodi (1958-1963)
- Michael Currer-Briggs in 6 episodi (1960-1966)
- Peter Potter in 5 episodi (1957-1965)
- Stuart Latham in 4 episodi (1955-1962)
- Cyril Butcher in 4 episodi (1957-1959)
- Bill Hitchcock in 4 episodi (1959-1967)
- Caspar Wrede in 4 episodi (1960-1966)
- Alvin Rakoff in 4 episodi (1961-1967)
- Lionel Harris in 3 episodi (1959-1961)
- Toby Robertson in 3 episodi (1960-1964)
- Stuart Burge in 3 episodi (1961-1966)
- Mark Lawton in 3 episodi (1961-1963)
- Gordon Flemyng in 3 episodi (1964-1967)
- Christopher Hodson in 3 episodi (1964-1967)
- John Nelson-Burton in 3 episodi (1965-1967)
- John Frankau in 3 episodi (1965)
- Philip Saville in 2 episodi (1956-1973)
- Peter Cotes in 2 episodi (1956-1964)
- Peter Brook in 2 episodi (1956-1957)
- Eric Fawcett in 2 episodi (1957-1960)
- Christopher Morahan in 2 episodi (1958)
- John Knight in 2 episodi (1959)
- Geoffrey Hughes in 2 episodi (1960-1964)
- Herbert Wise in 2 episodi (1960-1963)
- Wilfred Eades in 2 episodi (1960-1961)
- John Hale in 2 episodi (1962-1964)
- Howard Baker in 2 episodi (1965)
- David Cunliffe in 2 episodi (1966)
- Gerard Dynevor in 2 episodi (1966)
- Quentin Lawrence in 2 episodi (1967)

## Distribuzione
La serie fu trasmessa nel Regno Unito dal 27 settembre 1955 al 29 giugno 1967 sulla rete televisiva Independent Television.

## Episodi
| Stagione            | Episodi | Prima TV Regno Unito |
| ------------------- | ------- | -------------------- |
| Prima stagione      | 50      | 1955-1956            |
| Seconda stagione    | 52      | 1956-1957            |
| Terza stagione      | 51      | 1957-1958            |
| Quarta stagione     | 52      | 1958-1959            |
| Quinta stagione     | 53      | 1959-1960            |
| Sesta stagione      | 52      | 1960-1961            |
| Settima stagione    | 33      | 1961-1962            |
| Ottava stagione     | 51      | 1962-1963            |
| Nona stagione       | 53      | 1963-1964            |
| Decima stagione     | 51      | 1964-1965            |
| Undicesima stagione | 51      | 1965-1966            |
| Dodicesima stagione | 42      | 1966-1967            |